# 26075 Levitsvet
26075 Levitsvet (tên chỉ định: 1978 PA3) là một tiểu hành tinh vành đai chính. Nó được phát hiện bởi Nikolai Chernykh ở Đài vật lý thiên văn Crimean gần Nauchnyj, Ukraine, ngày 8 tháng 8 năm 1978. Nó được đặt theo tên Boris Lev Ivanovich Tsvetkov, a radio astronomy specialist ở Đài vật lý thiên văn Crimean.